# Don Elliott
Ne doit pas être confondu avec Don Elliott (auteur).
Don Elliott, de son vrai nom Don Elliott Helfman, né le 21 octobre 1926 à Somerville dans le New Jersey et mort le 5 juin 1984 à Weston dans le Connecticut, est un musicien de jazz américain, jouant du mellophone, de la trompette, du vibraphone et également chanteur.
Don Elliot a enregistré plus de 60 albums dans sa carrière.

## Biographie
Don Elliott apprend la trompette et le mellophone. Durant la seconde guerre mondiale, il sert dans l'aviation (musicien, mais aussi tireur dans un B-29). Démobilisé, il reprend des études à l'université de Miami. Il y étudie le vibraphone.
En 1949, il commence sa carrière au sein du groupe vocal Hi, Lo, Jack & The Dame. En 1949, il devient « staff musician » (trompette, vibraphone,...) pour la WMCA. Il joue ensuite dans les orchestres de George Shearing, Teddy Wilson, Benny Goodman, Terry Gibbs et Buddy Rich avant de former son propre groupe.
De 1953 à 1960 il gagne plusieurs fois le « Down Beat readers poll » dans la catégorie « miscellaneous instruments » (en l'occurrence, le mellophone).
Multi-instrumentiste, Don Elliott, est pionnier dans l'art du re-recording, enregistrant plusieurs pistes en chantant, faisant l'human beat box (dont il est aussi un pionnier) et jouant de ses différents instruments. Elliott possédait et dirigeait l'un des tout premiers studios d'enregistrement multipistes à New York.
Il a aussi travaillé comme arrangeur pour le cinéma, pour la télévision (en particulier pour des clips publicitaires) ou pour des comédies musicales de Broadway (The Beast in Me, A Thurber Carnival, ...). Il connait même un « hit » en enregistrant avec Alxander Sascha Burland, la chanson The Nutty Squirrels (musique pour le dessin animé télévisé du même nom) où il pastiche la musique d'Alvin and the Chipmunks.
On peut entendre Elliott (généralement comme chanteur et/ou human beat box sur des partitions de Quincy Jones) sur les BO de In the Heat of the Night, The Getaway, $, The Hot Rock, The Happy Hooker.

## Discographie
Une discographie plus complète est disponible sur EliottOnElliott.com.

### En tant que leader
- Vibrations (Riverside, 1954)
- Doubles in Brass (Vanguard, 1954)
- The Don Elliott Quintet (RCA Victor, 1954)
- Mellophone (Bethlehem, 1955)
- Don Elliott Sings (Bethlehem, 1955)
- Counterpoint for Six Valves (Riverside, 1955) - avec Rusty Dedrick (aussi publié comme Double Trumpet Doings)
- The Voice of Marty Bell - The Quartet of Don Elliott (Riverside, 1956)
- The Bob Corwin Quartet featuring the Trumpet of Don Elliott (Riverside, 1956)
- A Musical Offering (ABC, 1956)
- At the Modern Jazz Room (ABC, 1956)
- The Voices of Don Elliott (ABC, 1957)
- Music for the Sensational Sixties (Design Records, 1957)
- Jamaica Jazz (ABC-Paramount, 1958)
- The Mello Sound (Decca Records, 1958)
- The Nutty Squirrels (Hanover, 1959) avec Alexander "Sascha" Burland
- Mr. Versatile
- Love is a Necessary Evil (Columbia, 1962)
- Rejuvenation (Columbia, 1975)

### En tant que sideman
- Phil Bodner & Company: Fine & Dandy (Stash)
- Miles Davis: Quintet with Lee Konitz, Quartet avec Jackie McLean (Fresh Sound Rec., 1948/1952)
- Paul Desmond: Quinet/Quartet featuring Don Elliott (OJC, 1956-57)
- Billy Taylor: My Fair Lady Loves Jazz (Impulse!, 1957)
- Billy Eckstine: Basin Street East (Emercy, 1961)
- Bill Evans and Don Elliott: Tenderly: An Informal Session (Milestone, 1956-1957 [2001])
- Urbie Green: Newport Jazz Festival 1958 (Phontastic)
- Michel Legrand: Legrand Jazz (Philips, 1958)
- George Shearing: Verve Jazz Masters (Verve, 199-54)
- Marty Bell: With The Don Elliot Quartet (Riverside)
- Bob Corwin: Featuring Don Elliot  (Riverside)

Avec Mundell Lowe
- Porgy & Bess (RCA Camden, 1958)